# رنو ۴۳۸
رنو ۴۳۸ (به انگلیسی: Renault 438) یک موتور هواگرد ساختِ کارخانهٔ رنو در کشور فرانسه است.